# بولاريس
بولاريس (بالإنجليزية: Polaris)‏ هي شركة أمريكية مقرها ميدينا ،مينيسيوتا، تقوم بتصنيع دراجات نارية،زلاقة الجليد الآلية ومركبة لجميع التضاريس.